# Сербулов Василь Іванович
Васи́ль Іва́нович Сербу́лов (1835—1895) — колезький радник, викладач київських гімназій, директор училищ Чернігівської губернії. Батько відомого скрипаля і педагога, професора Празької консерваторії Михайла Сербулова.

## Загальні відомості
Закінчив Другу одеську чоловічу гімназію та Імператорський університет св. Володимира у Києві (фізико-математичний факультет) зі ступенем кандидата математичних наук.
1860—1877 років викладав фізику і математику у Фундуклеївській жіночій гімназії та в Другій київській чоловічій гімназії.
Згодом очолював різні навчальні заклади: директор Роменського реального училища, директор училищ Чернігівської губернії, директор Мінської жіночої гімназії.
В. І. Сербулов є автором підручника з арифметики.
1888 року як і його син Михайло Сербулов за визначенням Київського дворянського депутатського зібрання був занесений до Дворянської родовідної книги Київської губернії.
У Києві мав особняк на вул. Бульварно-Кудрявській, 3. Ділянку на розі вулиць Ярославів Вал та Бульварно-Кудрявська він разом з дружиною Пелагеєю Федорівною придбав 1871 року, а в 1876 році спорудив особняк з мезоніном за проектом архітектора Павла Івановича Спарро. Згодом Сербулови переїхали в будинок на Ярославовому Валу, 35.
В родині Сербулових дуже поважали музику. Василь Іванович сам добре грав на скрипці, а його син Михайло став відомим професійним скрипалем, професором Празької консерваторії.

## Праці
- Руководство по арифметике в объеме курса средних учебных заведений (1887)(рос.)